# Зезути
Зезути (пол. Zezuty, нім. Sensutten) — село в Польщі, у гміні Ольштинек Ольштинського повіту Вармінсько-Мазурського воєводства.
Населення — 96 осіб (2011).

## Демографія
Демографічна структура станом на 31 березня 2011 року:
|          | Загалом | Допрацездатний вік | Працездатний вік | Постпрацездатний вік |
| -------- | ------- | ------------------ | ---------------- | -------------------- |
| Чоловіки | 51      | 14                 | 30               | 7                    |
| Жінки    | 45      | 10                 | 30               | 5                    |
| Разом    | 96      | 24                 | 60               | 12                   |